# Gondwanatitan
Gondwanatitan faustoi
Genre
Espèce
Gondwanatitan est un genre éteint de dinosaures sauropodes du groupe des Titanosauria. Il a été découvert au Brésil qui faisait alors partie du supercontinent Gondwana à la fin du Crétacé supérieur, il y a environ 70 millions d'années.

## Étymologie
Gondwanatitan signifie « géant du Gondwana ». Ce dinosaure provenait du Gondwana, l'ancien continent de l'hémisphère sud, mais qui était déjà morcelé depuis le début du Crétacé. L'espèce Gondwanatitan faustoi a été nommée par Kellner et de Azevedo en l'honneur de Fausto L. de Souza Cunha, l'ancien conservateur du Musée national UFRJ qui a collecté et reconnu l'importance de ce spécimen.

## Description
Comme la plupart des sauropodes, Gondwanatitan était un grand herbivore quadrupède doté d'un long cou. Ses proches parents sont les genres Aeolosaurus, Malawisaurus et Rinconsaurus,.